# ルイス・カリオン
ルイス・ミゲル・カリオン・デルガド（Luis Miguel Carrión Delgado、1979年2月7日 - ）は、スペイン・バルセロナ出身の元サッカー選手、現サッカー指導者。現役時代のポジションはDF。

## 経歴
現役時代は主に右サイドバックとしてプレーし、FCバルセロナのカンテラにて育成されたが、プリメーラ・ディビシオンでの出場は叶わず、国内下部リーグでキャリアを終えた。
引退後すぐに指導者業に転身し、2011年からRCDエスパニョール・フェメニの監督として活動し始めた。コルドバCFやCDヌマンシアの監督を経て、2021年1月12日、FCカルタヘナの監督に就任した。